# Bài học cuộc sống
Bài học cuộc sống (tiếng Nga: Урок жизни) là một phim tâm lý xã hội do Yuly Rayzman đạo diễn, xuất phẩm ngày 26 tháng 09 năm 1955 tại Moskva.

## Lịch sử
Thập niên 1950, trong bối cảnh nghệ thuật Liên Xô còn chịu kiềm tỏa gay gắt, Bài học cuộc sống thuộc về những xuất phẩm điện ảnh tiêu biểu nhất, với những nét dàn dựng vô cùng đặc trưng.
Thông qua những thay đổi trong quan hệ và cảm xúc của một đôi vợ chồng, nhà chế tác cố gắng chạm đến phẩm giá con người, khai thác khía cạnh niềm tin và mục đích sống, mô tả lối sống và công việc thường nhật của những con người thuần túy nhất, thể hiện niềm vui nỗi buồn, đạo đức tính cách, khám phá thế giới nội tâm mỗi người, đặc biệt là phụ nữ.

## Nội dung
Natasha Yemelyanova đang học dở viện sư phạm thì yêu rồi cưới công trình sư Sergey Romashko. Sinh con xong, Natasha bỏ lớp theo chồng làm thi công trường.
Sergey tuy yêu nghề và yêu gia đình, nhưng sự nghiệp phất lên quá nhanh khiến anh mù quáng, ngày càng tỏ ra tự phụ và cộc cằn với vợ con. Khi vừa được bổ nhiệm kĩ sư trưởng, anh càng nôn nóng coi thường vợ hơn. Vây quanh Sergey là một nhóm người xu nịnh, càng khiến tính tình anh thêm cao ngạo và độc đoán.
Natasha rất khó chịu với lối khu xử của chồng. Cô nhiều lần khuyên giải nhưng anh càng khiến cô ghê tởm hơn. Natasha bắt đầu tủi phận, cảm thấy cô quạnh và như kẻ ở trọ trong chính nhà mình. Cô chán ngán cuộc đời vô nghĩa và day dứt vì sự phản bội của chồng, đành dắt con ra đi.
Cô quay lại viện sư phạm và tốt nghiệp làm giáo viên. Thế nhưng, những âu lo thấp thỏm về Sergey vẫn chưa buông tha cô. Bên cạnh Natasha dù vậy vẫn còn bao bạn bè tử tế, họ dần giúp cô trưởng thành sau vấp ngã đầu đời.

## KĨ thuật
Phim được thực hiện tại Moskva mùa hè năm 1955.

### Sản xuất
- Điều phối: Sergey Urusevsky
- Thiết kế: Levan Shengelya
- Hòa âm: Sergey Minervin

### Diễn xuất
- Valentina Kalinina... Natasha Vladimirovna Yemelyanova[6]
- Ivan Pereverzev... Sergey Terentyevich Romashko - kĩ sư, chồng Natasha
- Olga Aroseva... Raya - đồng môn Natasha
- Georgy Kulikov... Konstantin Nikolayevich - đồng môn và người thầm yêu Natasha
- Margarita Yuryeva... Lilya Zamkovaya - đồng môn Natasha, diễn viên
- Viktor Avdyushko... Vasya - đồng môn Natasha
- Irina Aktasheva... Liza - đồng môn Natasha, vợ Vasya
- Fyodor Shimansky... Suteykin - cai thầu
- Yevgeny Vesnik... Pyotr Zamkovoy - kĩ sư, anh Lilya
- Andryusha Mikhaylov... Tishka - con Natasha và Sergey
- Valentina Ananyina... Nyura - quản gia Romashko
- Konstantin Bartashevich... Huyện ủy viên
- Vladimir Vsevolodov... Kĩ sư
- Lilya Gurova... Marya Stepanovna - láng giềng Romashko
- Aleksandra Denisova... Trực nhật viên cư xá
- Nikolay Parfyonov... Kĩ sư
- Konstantin Nassonov... Trưởng ban giám khảo
- Antonina Bogdanova... Giám khảo
- Nikolay Nikitich... Giám khảo
- Pavel Tarasov... Rozhitsky - kĩ sư
- Yevgeny Teterin... Ivan Timofeyevich - kĩ sư
- Klarina Frolova-Vorontsova... Nastasya Ivanovna - quản gia Romashko
- Aleksandr Khanov... Huyện ủy viên
- Sergey Borisov... Đồng nghiệp Natasha
- Ivan Kuznetsov... Kĩ sư
- Tatyana Makhova... Đồng môn Natasha
- Yury Leonidov (II)... Chồng một đồng môn Natasha
- Ye. Kiryakova... Một bà ở trạm hỏa xa
- Andrey Puntus... Đồng nghiệp Sergey
- Alla Budnitskaya... Thợ cắt tóc
- Tamara Shipunova... Hành khách buýt
- Zinaida Sorochinskaya... Varya
- Aleksandr Kuznetsov (VII)... Kĩ sư
- Yevgeny Burenkov... Kĩ sư

## Hậu trường
Với đặc thù nội dung giản dị, bộ phim đa số xử dụng góc quay hẹp và không gian hầu như ước lệ. Mạch phim cũng không sa vào sự bi lụy mà hướng đến vẻ đẹp trong sáng tự nhiên của lối biểu đạt ngôn ngữ cũng như giá trị sinh tồn.

### Tư liệu
- Thông tin KinoUssr
- Thông tin FilmRu
- Thông tin AfishaKino
- Thông tin Đậu Biện điện ảnh